# Quelli come me (Marianne Mirage)
Quelli come me è il primo album in studio della cantante italiana Marianne Mirage, pubblicato nel 2016.

## Tracce
1. Game Over – 2:37 (Giovanna Gardelli e Giovanni Caccamo)
2. Deve venire il meglio – 3:18 (testo: Giovanna Gardelli e Mario Cianchi – musica: Federica Abbate, Marco Battistini e Marco Pretolani)
3. Corri – 3:56 (testo: Giovanna Gardelli, Mario Cianchi e Matteo Curallo – musica: Giovanna Gardelli e Federica Abbate)
4. Excuse-moi – 3:21 (testo: Giovanna Gardelli e David Laurent Bellay – musica: Giovanna Gardelli)
5. Messi male – 2:50 (testo: Giovanna Gardelli e Federica Abbate – musica: Federica Abbate, Alessandro Merli e Fabio Clemente)
6. Non serve più – 3:09 (testo: Giovanna Gardelli e Mario Cianchi – musica: Giacomo Leopoldo Jaselli, Massimiliano Elli e Matteo Curallo)
7. Lo so cosa fai (feat. Elijah Hook) – 2:51 (testo: Giovanna Gardelli – musica: Giovanna Gardelli e Niccolò Bonavita)
8. La vie – 2:41 (testo: Giovanna Gardelli e David Laurent Bellay – musica: Giovanna Gardelli e Federica Abbate)
9. Quelli come te – 3:01 (testo: Giovanna Gardelli e Mario Cianchi – musica: Giovanna Gardelli e Massimiliano Elli)
10. Tu x me – 3:04 (testo: Giovanna Gardelli – musica: Giovanna Gardelli e Giacomo Leopoldo Jaselli)